# تپه پهلوان
تپه پهلوان مربوط به هزاره اول قبل از میلاد است و در شهرستان کامیاران، بخش مرکزی، روستای توانکش واقع شده و این اثر در تاریخ ۱۰ دی ۱۳۸۱ با شمارهٔ ثبت ۶۹۱۳ به‌عنوان یکی از آثار ملی ایران به ثبت رسیده است.